# Manfred de Saluces
Manfred de Saluces (Manfredo di Saluzzo), né vers 1395 et mort en 1435 à Morges, est membre de la famille des  marquis de Saluces (Saluzzo), devenu maréchal de Savoie, ambassadeur, fidèle ami et conseiller du duc Amédée VIII de Savoie.

## Biographie
Manfred, on trouve également les formes Manfroy ou Mainfroy, né probablement vers 1395, est le fils de Thomas de Saluces (Tommasso de Saluces), seigneur de Cardé, et de Bartholomée de Cève (Bartolommea di Ceva),. Il est qualifié de spectabilis consanguineus par les sources.
Il épouse Françoise, fille de Gaspard (II) de Montmayeur, maréchal de Savoie, vers la fin de l'année 1426,,. Durant cette même année, il est nommé maréchal de Savoie office qu'il occupe jusqu'en 1435, et qu'il partage avec son beau-père.
De 1426 à 1434, il est envoyé par le duc de Savoie en ambassade auprès des villes de Milan, Venise, à Florence et Rome, dans un contexte de conflit entre la première et la Ligue. Au cours de cette année, le duc lui donne en fief le château de Grésy et sa seigneurie. Il devient par ailleurs châtelain de Lanzo entre 1427 et 1435,.
Il devient seigneur de Farigliano et Mulassan (Molassana ?) en Italie. Il est également châtelain de Coppet et Commugny, reçoit le château de Château-Vieux en 1432, bailli propriétaire des terres de Founex, Chataigneriaz, Marnex, Tannay et Mies.
En 1434, Manfred de Saluces tombe malade et devient infirme et pensionné. Le 13 février 1434, il est fait chevalier de l'Ordre du Collier. Il meurt durant l'année 1435, à Morges, dans le pays de Vaud. Son corps est inhumé dans la chartreuse de Pierre-Châtel.